# Cold Warriors
Cold Warriors (рус. «Простуженные воины») — 24 эпизод 6 сезона мультсериала «Футурама».

## Сюжет
Во время зимней рыбалки Фрай подхватывает простуду. Вследствие того, что у людей 31-го века отсутствует иммунитет к этому заболеванию (простуда исчезла 500 лет назад), оказывается заражена вся команда. Санитарная служба Нового Нью-Йорка помещает здание Planet Express в карантин, однако эта мера не помогает (что не обошлось без участия Бендера), и болезнь быстро распространяется по городу. Чтобы не допустить пандемии, правительство в лице президента Никсона и Зеппа Браннигана принимает решение уничтожить зараженный район. Положение спасает Фрай, вспомнивший, что в ходе школьного конкурса научных проектов 1988 года на земную орбиту был отправлен образец культуры риновируса. Найдя этот образец, Профессору удается синтезировать вакцину против простуды.

## Персонажи
Список новых или периодически появляющихся персонажей сериала
- Йенси и Миссис Фрай
- Йенси Фрай
- Смитти
- Урл
- Мистер Пануччи
- Дебют: Джош Геджи
- Морбо
- Линда
- Огден Вёрнструм
- Гипер-цыплёнок
- Хэтти МакДугал
- Зепп Бранниган
- Киф Крокер
- Голова Ричарда Никсона
- Сэл